# Aktivní potlačení hluku

Grafické znázornění aktivního potlačení hluku

Aktivní potlačení hluku (zkratkou ANC z anglického active noise control) je technologie, která slouží k potlačení nechtěného zvuku. Funguje na principu vpuštění druhého zvuku o stejné amplitudě a frekvenci, ale s obrácenou fází, jenž první zvuk vyruší. Metoda je používána například v silničních vozidlech, letadlech, sluchátkách a mobilních telefonech.
Za prvním patentem systému na regulaci hluku stál v roce 1936 Paul Lueg. Na konci 50. let si Lawrence J. Fogel nechal patentovat nový systém používaný v leteckých sluchátkách, přičemž roku 1957 vyvinul Willard Meeker funkční model circumaurálního chrániče sluchu s aktivním potlačením hluku. Práce z roku 1986 od Bernarda Widrowa a Samuela D. Stearnse o adaptivním zpracování signálů položila základy nového adaptivního algoritmu; zároveň se v 80. letech začal používat digitální signálový procesor, do kterého bylo možné tento algoritmus digitálně implementovat. To přispělo k výraznému rozvoji technologie aktivního potlačení hluku, jež je od té doby komerčně používána.